# Robert and the Toymaker
Robert and the Toymaker (ook bekend als: The Toymaker) is een Britse horrorfilm uit 2017, geschreven en geregisseerd door Andrew Jones. De film is het vervolg op The Curse of Robert the Doll uit 2016 en de derde film uit de Robert-franchise. De filmreeks is geïnspireerd door een spookachtige pop genaamd Robert.

## Verhaal
Een speelgoedmaker krijgt in 1941 in Beieren een mysterieus boek in handen. Het boek bevat spreuken om levenloze voorwerpen tot leven te wekken. De man brengt enkele van zijn poppen tot leven, waaronder de pop Robert, maar zal moeten vluchten voor de nazi's.

## Rolverdeling
| Acteur             | Personage                      |
| ------------------ | ------------------------------ |
| Lee Bane           | The Toymaker                   |
| Erick Hayden       | Kolonel Ludolf Von Alvensleben |
| Bodo Friesecke     | Officier Karl Gebhardt         |
| Jo Weil            | Officier Hermann Fegelein      |
| Nathan Head        | Officier Heinrich Berger       |
| Claire Carreno     | Abigail Kendrick               |
| Harriet Rees       | Esther Müller                  |
| Francesco Tribuzio | Christophe Müller              |
| Ali Rodney         | Brigitte Müller                |
| Rik Grayson        | Benjamin Hoffman               |

## Release
De film ging in première op 21 augustus 2017 in het Verenigd Koninkrijk.